# Cheryl (ca sĩ)
Cheryl Ann Tweedy (sinh ngày 30 tháng 6 năm 1983) là một ca sĩ và nhân vật truyền hình người Anh. Sinh ra và lớn lên ở Newcastle upon Tyne, cô bắt đầu nổi tiếng vào cuối năm 2002 khi thắng một vị trí trong nhóm nhạc Girls Aloud, một nhóm nhạc nữ được thành lập thông qua chương trình Popstars: The Rivals của ITV. Khi còn ở trong nhóm, cô bắt đầu sự nghiệp solo vào tháng 4 năm 2009, và từ đó đến năm 2014, cô đã phát hành bốn album phòng thu - 3 Words (2009), Messy Little Raindrops  (2010), A Million Lights (2012) và Only Human (2014). Nói chung, các album bao gồm mười đĩa đơn, năm trong số đó – "Fight for This Love", "Promise This", "Call My Name", "Crazy Stupid Love" và "I Don't Care" – lọt vào vị trí quán quân trên UK Singles Chart. Cheryl là nữ nghệ sĩ solo người Anh đầu tiên có năm đĩa đơn quán quân tại Anh và giữ kỷ lục là nữ nghệ sĩ solo người Anh có nhiều đĩa đơn quán quân nhất tại  Anh cho đến khi Jess Glynne vượt qua vào năm 2018.
Cheryl trở thành giám khảo của của The X Factor năm 2008. Cô đã cố vấn cho hai trong số những người chiến thắng cuối cùng của cuộc thi (Alexandra Burke ở mùa 5 và Joe McElderry ở mùa 6), trước khi rời đi vào năm 2011 sau mùa 7. Cô quay trở lại làm giám khảo mùa 11 và 12 năm 2014 và 2015. Từ năm 2019 đến năm 2020, Cheryl là giám khảo của The Greatest Dancer.
Cheryl đã trở thành một biểu tượng về phong cách và chụp ảnh, được báo chí gọi là "tín đồ thời trang". Cô từng lên ảnh bìa cho Vogue Anh, Elle và Harper's Bazaar, và là gương mặt đại diện cho công ty mỹ phẩm L'Oréal từ năm 2009 đến năm 2018. Giá trị tài sản ròng của cô ước tính khoảng £20 triệu vào tháng 10 năm 2014.

## Tiểu sử

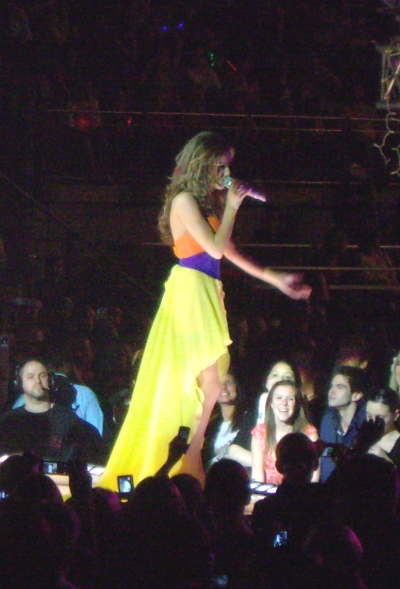
Cheryl trong một buổi biểu diễn

Cheryl Ann Tweedy sinh ra ở Newcastle upon Tyne ngày 30 tháng 6 năm 1983, và lớn lên ở khu nhà chung ở vùng ngoại ô của Walker và Heaton. Cô là con thứ tư trong số năm người con của Joan Callaghan, và là đứa con đầu lòng trong số hai đứa con của mẹ cô với Garry Tweedy, ông có ba đứa con sau cuộc hôn nhân đầu. Cha mẹ của Cheryl đã ở bên nhau hơn một thập kỷ nhưng chưa bao giờ kết hôn; họ chia tay khi cô lên 11 tuổi.
Năm 7 tuổi, Cheryl xuất hiện trong một quảng cáo truyền hình cho British Gas. Thích khiêu vũ từ khi còn nhỏ, cô bắt đầu nhảy theo nhịp khi mới bốn tuổi, và tham gia một khóa học ngắn hạn trong kỳ nghỉ hè tại Trường múa ba lê Hoàng gia khi mới 9 tuổi. Cô thỉnh thoảng biểu diễn khiêu vũ trên các chương trình truyền hình khác nhau ở Anh, chẳng hạn như Gimme 5 năm 1993.

## Sự nghiệp

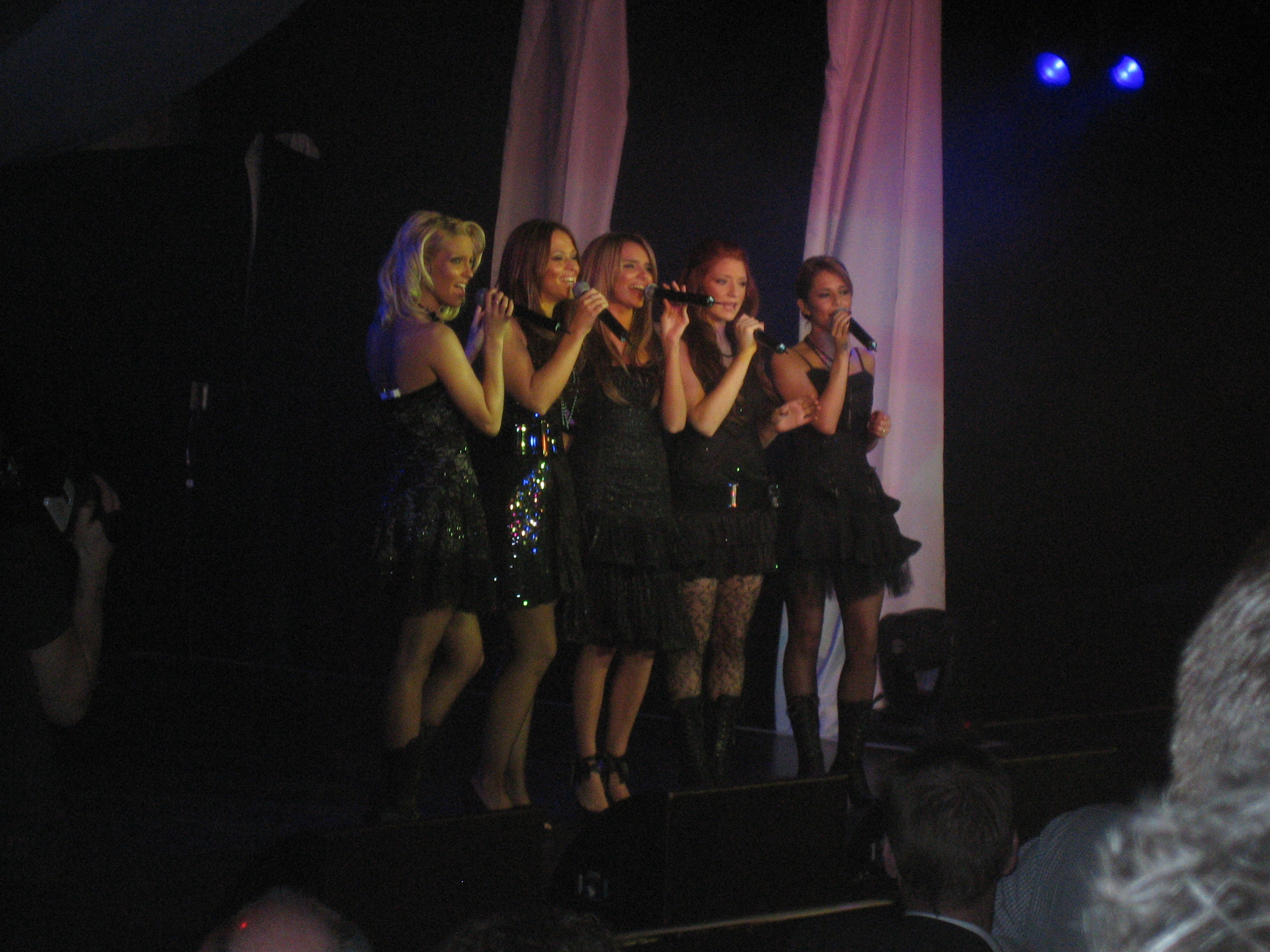
Cheryl (ngoài cùng bên phải) với Girls Aloud biểu diễn tại Capital Radio Help a London Child gây quỹ, 2005

Cheryl thử giọng cho chương trình truyền hình thực tế Popstars: The Rivals vào năm 2002, chương trình này nhằm tạo ra nhóm nhạc nam và nhóm nhạc nữ để cạnh tranh trên UK Singles Chart. Cô đã hát bài "Have You Ever" trong buổi thử giọng, và là một trong hai mươi thí sinh (mười nữ và mười nam) được chọn vào vòng chung kết bởi các giám khảo Pete Waterman, Louis Walsh và Geri Halliwell. Những người lọt vào vòng chung kết sẽ biểu diễn trực tiếp vào tối thứ Bảy, với một người biểu diễn mỗi tuần và thí sinh nhận được ít phiếu bầu qua điện thoại nhất sẽ bị loại, cho đến khi đội hình cuối chỉ còn năm thành viên. Cheryl có nguy cơ bị loại hai lần, nhưng vượt qua Emma Beard và Aimee Kearsley trong các tuần biểu diễn liên tiếp. Vào ngày 30 tháng 11 năm 2002, cô là thí sinh đầu tiên đủ điều kiện tham gia nhóm nhạc nữ và sau đó là Nadine Coyle, Sarah Harding, Nicola Roberts và Kimberley Walsh hình thành nên nhóm Girls Aloud. Đĩa đơn đầu tay của nhóm "Sound of the Underground" đạt vị trí số một trên UK Singles Chart, trở thành quán quân mùa Giáng sinh năm 2002 xếp trên "Sacred Trust / After You're Gone" của nhóm nhạc nam One True Voice. Girls Aloud giữ kỷ lục thành lập một ban nhạc và đạt được một đĩa đơn số một trong thời gian ngắn nhất.
Girls Aloud đã tạm nghĩ vào năm 2009 để theo đuổi các dự án solo, nói rằng họ sẽ tái hợp trong một album phòng thu mới vào năm 2010, nhưng điều này đã không thành hiện thực.

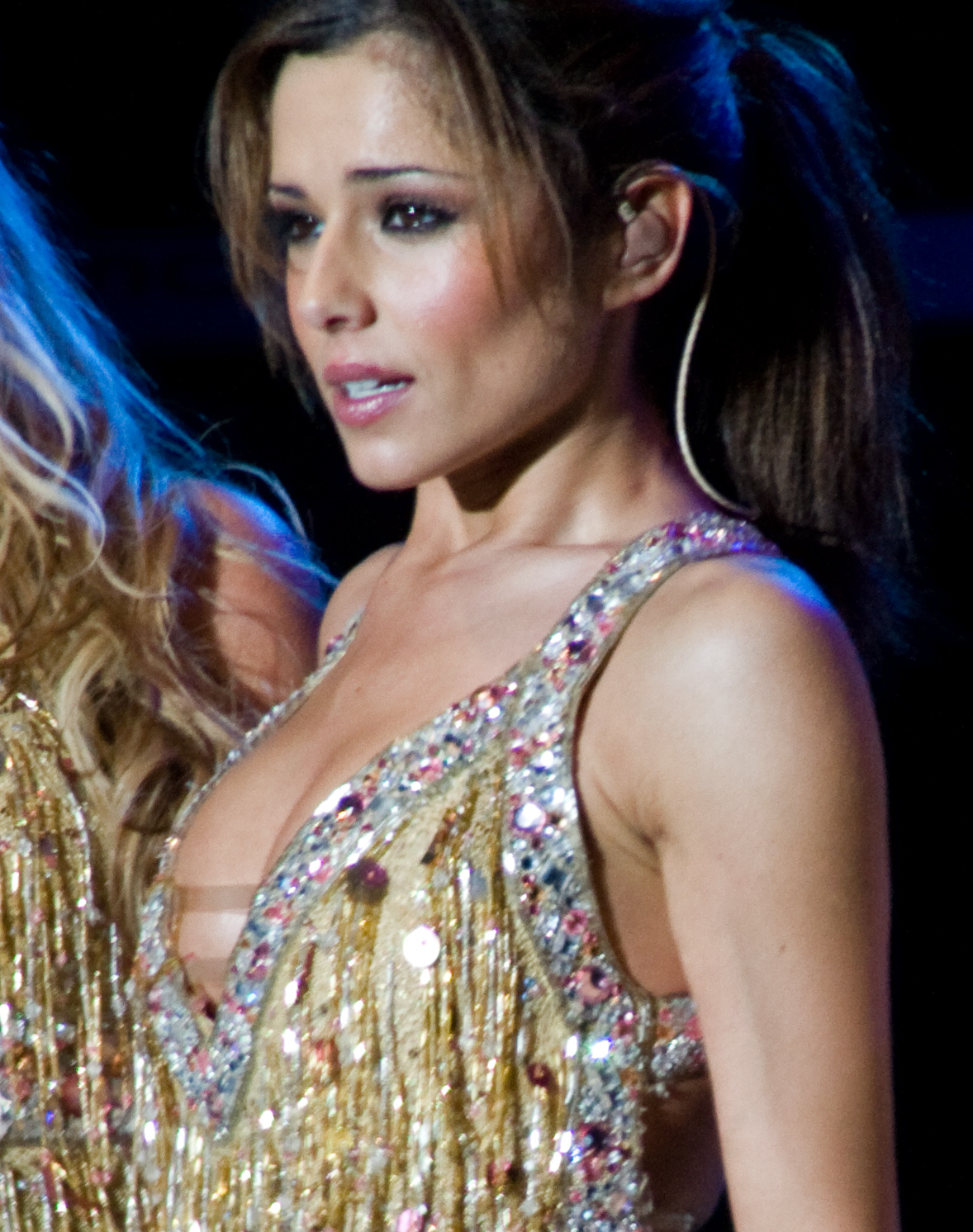
Cheryl trong buổi biểu diễn trực tiếp tại Battle Abbey trong Hastings, tháng 8 năm 2008

Năm 2008, Cheryl thay thế Sharon Osbourne làm giám khảo cho The X Factor mùa 5 của Simon Cowell, cùng với Dannii Minogue và Louis Walsh. Cô đã được trao cho phần đào tạo các cô gái (gồm các thí sinh solo nữ từ 16 đến 24 tuổi) và sau đó chiến thắng cùng với Alexandra Burke vào ngày 13 tháng 12. Cô trở lại với The X Factor mùa 6 vào năm 2009 và được trao cho hạng mục nam (bao gồm các thí sinh solo nam từ 16 đến 24 tuổi). Cô trở thành giám khảo chiến thắng trong năm thứ hai liên tiếp khi Joe McElderry đã giành chiến thắng vào ngày 13 tháng 12.

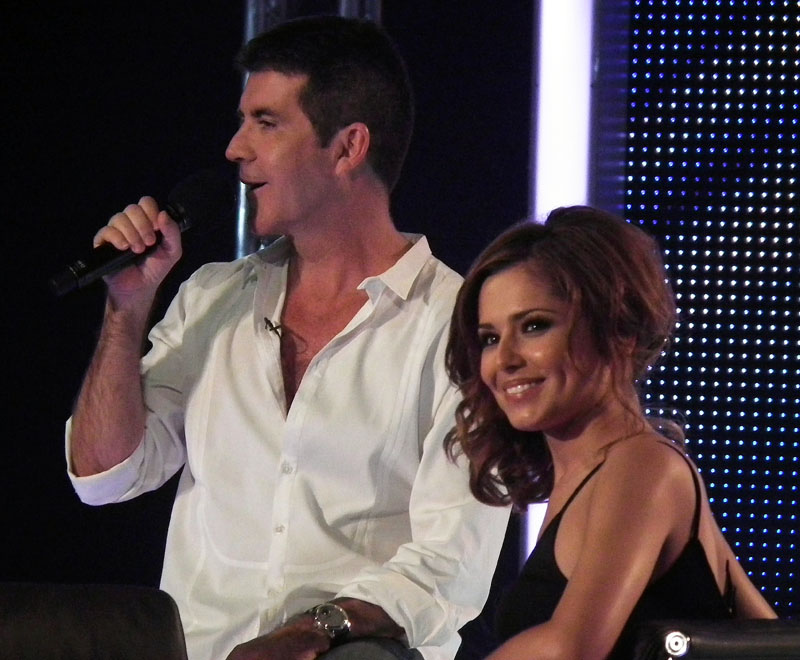
Cheryl cùng với Simon Cowell trong The X Factor, London, tháng 6 năm 2010

Năm 2011, Cheryl cùng với Cowell, L.A. Reid, và Paula Abdul làm đồng giám khảo cho The X Factor Mỹ. Sau ba tuần, cô rời loạt.
Cheryl bắt đầu xuất hiện với tư cách là đội trưởng khiêu vũ trong cuộc thi khiêu vũ The Greatest Dancer của BBC One, công chiếu ngày 5 tháng 1 năm 2019.Năm 2020, cô trở lại với mùa thứ hai, và cuối năm đó, BBC One cho biết không có kế hoạch tiếp tục chương trình.

## Đời tư

### Mối quan hệ
Cheryl bắt đầu hẹn hò với cầu thủ bóng đá tuyển Anh và Chelsea Ashley Cole vào tháng 9 năm 2004, họ tuyên bố đính hôn sau khi anh cầu hôn cô ở Dubai vào tháng 6 năm 2005. Cặp đôi đã kết hôn tại một buổi lễ ở Barnet, tây bắc London vào ngày 15 tháng 7 năm 2006. Họ đã ký một thỏa thuận độc quyền với OK!, được báo cáo trị giá khoảng 1 triệu, liên quan đến bản quyền của các bức ảnh. Vào ngày 23 tháng 2 năm 2010, Cheryl tuyên bố cô và Cole đã ly thân, và vào ngày 26 tháng 5, cô đệ đơn ly hôn tại Tòa án Tối cao Luân Đôn với lý do Cole có "hành vi vô lý" như lạnh nhạt với cô. Giấy tờ ly hôn ghi rằng Cole thừa nhận không chung thủy với Cheryl và qua lại với rất nhiều phụ nữ khác. Thủ tục hoàn tất vào ngày 3 tháng 9. Cô vẫn tiếp tục sử dụng tên đã kết hôn, nhưng sau đó bắt đầu sử dụng tên Cheryl cho các bản phát hành âm nhạc.
Vào ngày 7 tháng 7 năm 2014, Cheryl kết hôn với chủ nhà hàng người Pháp Jean-Bernard Fernandez-Versini sau khi tán tỉnh ba tháng. Sau khi chia tay, Cheryl bắt đầu hẹn hò với ca sĩ Liam Payne vào đầu năm 2016, trước khi hoàn tất thủ tục với Fernandez-Versini vào ngày 20 tháng 10 năm 2016; Vào ngày 22 tháng 3 năm 2017, cô sinh con trai với Payne. Cheryl và Payne tuyên bố chấm dứt mối quan hệ vào tháng 7 năm 2018.

### Kết án hành hung
Ngày 11 tháng 1 năm 2003, Cheryl đã tham gia vào một trận cãi vã với một nhân viên nhà vệ sinh hộp đêm là Sophie Amogbokpa, và sau đó bị buộc tội tấn công chủng tộc nghiêm trọng. Tại phiên tòa xét xử vào ngày 20 tháng 10, cô bị kết tội hành hung gây tổn hại cơ thể nhưng được xóa tội hành hung nghiêm trọng về mặt chủng tộc, và bị kết án 120 giờ lao động công ích. Cô được lệnh phải trả cho nạn nhân £500 phí bồi thường, cũng như £3.000 chi phí truy tố. Thẩm phán Richard Howard nói, "Đây là một vụ bạo lực say xỉn khó chịu khiến Sophie Amogbokpa đau đớn và khổ sở."

## Giải thưởng và đề cử
| Năm  | Tổ chức                              | Giải thưởng                               | Kết quả   |
| ---- | ------------------------------------ | ----------------------------------------- | --------- |
| 2007 | Nickelodeon UK Kids' Choice Awards   | Best Female Singer                        | Đề cử     |
| 2007 | Virgin Media Awards                  | Most Fanciable Female                     | Đoạt giải |
| 2008 | Virgin Media Awards                  | Hottest Female                            | Đề cử     |
| 2008 | Heat Magazine Awards                 | Sexiest Female                            | Đoạt giải |
| 2008 | Heat Magazine Awards                 | Best Reality TV Judge                     | Đoạt giải |
| 2009 | Glamour Women of the Year Awards     | TV Personality                            | Đoạt giải |
| 2009 | FHM's 100 Sexiest Women in the World | No. 1 Sexiest Woman in the World          | Đoạt giải |
| 2009 | Style Network Awards                 | Best Dressed Woman                        | Đoạt giải |
| 2009 | Style Network Awards                 | Style Icon of the Decade                  | Đoạt giải |
| 2009 | BBC Switch Live Awards               | Switch's Prom Queen                       | Đoạt giải |
| 2009 | Virgin Media Awards                  | Hottest Female                            | Đoạt giải |
| 2009 | Virgin Media Awards                  | Legend of the Year                        | Đề cử     |
| 2009 | Glamour Woman of the Year Awards     | Best Dressed                              | Đoạt giải |
| 2010 | 4Music Video Honours                 | Hottest Girl                              | Đoạt giải |
| 2010 | 4Music Video Honours                 | Magic Love Song ("Parachute")             | Đoạt giải |
| 2010 | Brit Awards                          | British Single ("Fight for This Love")    | Đề cử     |
| 2010 | Glamour Women of the Year Awards     | Best Dressed                              | Đoạt giải |
| 2010 | Glamour Women of the Year Awards     | Woman of the Year                         | Đoạt giải |
| 2010 | FHM's 100 Sexiest Women in the World | No. 1 Sexiest Woman in the World          | Đoạt giải |
| 2010 | BT Digital Music Awards              | Best Female Artist                        | Đoạt giải |
| 2010 | BT Digital Music Awards              | Best Single ("Fight for This Love")       | Đoạt giải |
| 2010 | BT Digital Music Awards              | Best Video ("Fight for This Love")        | Đề cử     |
| 2011 | Brit Awards                          | British Single ("Parachute")              | Đề cử     |
| 2011 | Brit Awards                          | Best British Female                       | Đề cử     |
| 2011 | Elle Style Awards                    | Musician of the Year                      | Đoạt giải |
| 2011 | NME Awards                           | Least Stylish                             | Đề cử     |
| 2011 | NME Awards                           | Worst Album (Messy Little Raindrops)      | Đề cử     |
| 2011 | TRL Awards                           | Best New Act                              | Đề cử     |
| 2011 | Cosmopolitan Awards                  | Best Dressed Woman                        | Đoạt giải |
| 2011 | BT Digital Music Awards              | Best Female Artist                        | Đề cử     |
| 2012 | Virgin Media TV Awards               | Best Judge                                | Đoạt giải |
| 2012 | BBC Radio 1's Teen Awards            | Best British Single                       | Đề cử     |
| 2012 | BBC Radio 1's Teen Awards            | Best British Album                        | Đề cử     |
| 2012 | BBC Radio 1's Teen Awards            | Best British Music Act                    | Đề cử     |
| 2012 | BBC Radio 1's Teen Awards            | Female Hottie                             | Đề cử     |
| 2012 | UK Music Video Awards                | People's Choice ("Call My Name")          | Đề cử     |
| 2013 | Nickelodeon UK Kids' Choice Awards   | Favourite UK Female Artist                | Đề cử     |
| 2014 | FHM's 100 Sexiest Women in the World | Hall of Fame                              | Đoạt giải |
| 2014 | MTV Europe Music Awards              | Best UK & Ireland Act                     | Đề cử     |
| 2014 | BBC Radio 1's Teen Awards            | Best British Solo Act                     | Đề cử     |
| 2014 | BBC Radio 1's Teen Awards            | Best British Single ("Crazy Stupid Love") | Đề cử     |
| 2015 | National Television Awards           | TV Judge                                  | Đề cử     |
| 2018 | Digital Spy Reader Awards            | Best Singer                               | Đề cử     |
| 2019 | Global Awards                        | Best Female                               | Đề cử     |
| 2019 | Global Awards                        | Best Pop                                  | Đề cử     |
| 2020 | National Television Awards           | TV Judge                                  | Đề cử     |